# Aída Shanáyeva
Aída Vladímirovna Shanáyeva –en ruso, Аида Владимировна Шанаева– (Vladikavkaz, 23 de abril de 1986) es una deportista rusa que compite en esgrima, especialista en la modalidad de florete.
Participó en tres Juegos Olímpicos de verano, obteniendo dos medallas en la prueba por equipos, oro en Pekín 2008 (junto con Yevgueniya Lamonova, Viktoriya Nikishina y Svetlana Boiko) y plata en Londres 2012 (con Inna Deriglazova, Kamila Gafurzianova y Larisa Korobeinikova), y el cuarto lugar en Río de Janeiro 2016, en la prueba individual.
Ganó ocho medallas en el Campeonato Mundial de Esgrima entre los años 2006 y 2016, y diez medallas en el Campeonato Europeo de Esgrima entre los años 2006 y 2016.

## Palmarés internacional
| Juegos Olímpicos   | Juegos Olímpicos        | Juegos Olímpicos  | Juegos Olímpicos    |
| Año                | Lugar                   | Medalla           | Prueba              |
| ------------------ | ----------------------- | ----------------- | ------------------- |
| 2008               | Pekín (China)           | Medalla de oro    | Florete por equipos |
| 2012               | Londres (Reino Unido)   | Medalla de plata  | Florete por equipos |
| Campeonato Mundial |                         |                   |                     |
| Año                | Lugar                   | Medalla           | Prueba              |
| 2006               | Turín (Italia)          | Medalla de oro    | Florete por equipos |
| 2007               | San Petersburgo (Rusia) | Medalla de plata  | Florete por equipos |
| 2009               | Antalya (Turquía)       | Medalla de oro    | Florete individual  |
| 2009               | Antalya (Turquía)       | Medalla de plata  | Florete por equipos |
| 2011               | Catania (Italia)        | Medalla de oro    | Florete por equipos |
| 2015               | Moscú (Rusia)           | Medalla de plata  | Florete individual  |
| 2015               | Moscú (Rusia)           | Medalla de plata  | Florete por equipos |
| 2016               | Río de Janeiro (Brasil) | Medalla de oro    | Florete por equipos |
| Campeonato Europeo |                         |                   |                     |
| Año                | Lugar                   | Medalla           | Prueba              |
| 2006               | Esmirna (Turquía)       | Medalla de oro    | Florete por equipos |
| 2007               | Gante (Bélgica)         | Medalla de plata  | Florete por equipos |
| 2008               | Kiev (Ucrania)          | Medalla de oro    | Florete por equipos |
| 2009               | Plovdiv (Bulgaria)      | Medalla de plata  | Florete por equipos |
| 2010               | Leipzig (Alemania)      | Medalla de bronce | Florete por equipos |
| 2011               | Sheffield (Reino Unido) | Medalla de plata  | Florete por equipos |
| 2012               | Legnano (Italia)        | Medalla de bronce | Florete por equipos |
| 2015               | Montreux (Suiza)        | Medalla de plata  | Florete por equipos |
| 2016               | Toruń (Polonia)         | Medalla de oro    | Florete por equipos |
| 2016               | Toruń (Polonia)         | Medalla de plata  | Florete individual  |